# 카멜레온자리
카멜레온자리(Chamaeleon [kəˈmiːliən])는 남쪽
하늘의 작은 별자리이다. 적도 이북지역에서는 볼 수 없는 별자리이다.

## 별과 천체
1999년, 카멜레온자리 η (η Chamaeleontis) 주변에서 산개성단이 발견되었다. 이 성단은 카멜레온자리 에타 성단 또는 'Mamajek 1'으로 불렸는데, 약 8백만 년 정도 되었고, 지구로부터 316광년 떨어져 있다.
카멜레온자리에는 분자 구름(카멜레온자리 암흑 성운)을 포함하고 있는데, 질량이 작은 T Tauri(황소자리) 별들을 생성한다. 이 성운 복합체(cloud complex)는 지구로부터 약 400 ~ 600광년 떨어져 있으며, 태양 질량의 수천 배의 기체와 먼지를 포함하고 있다.

## 신화와 역사

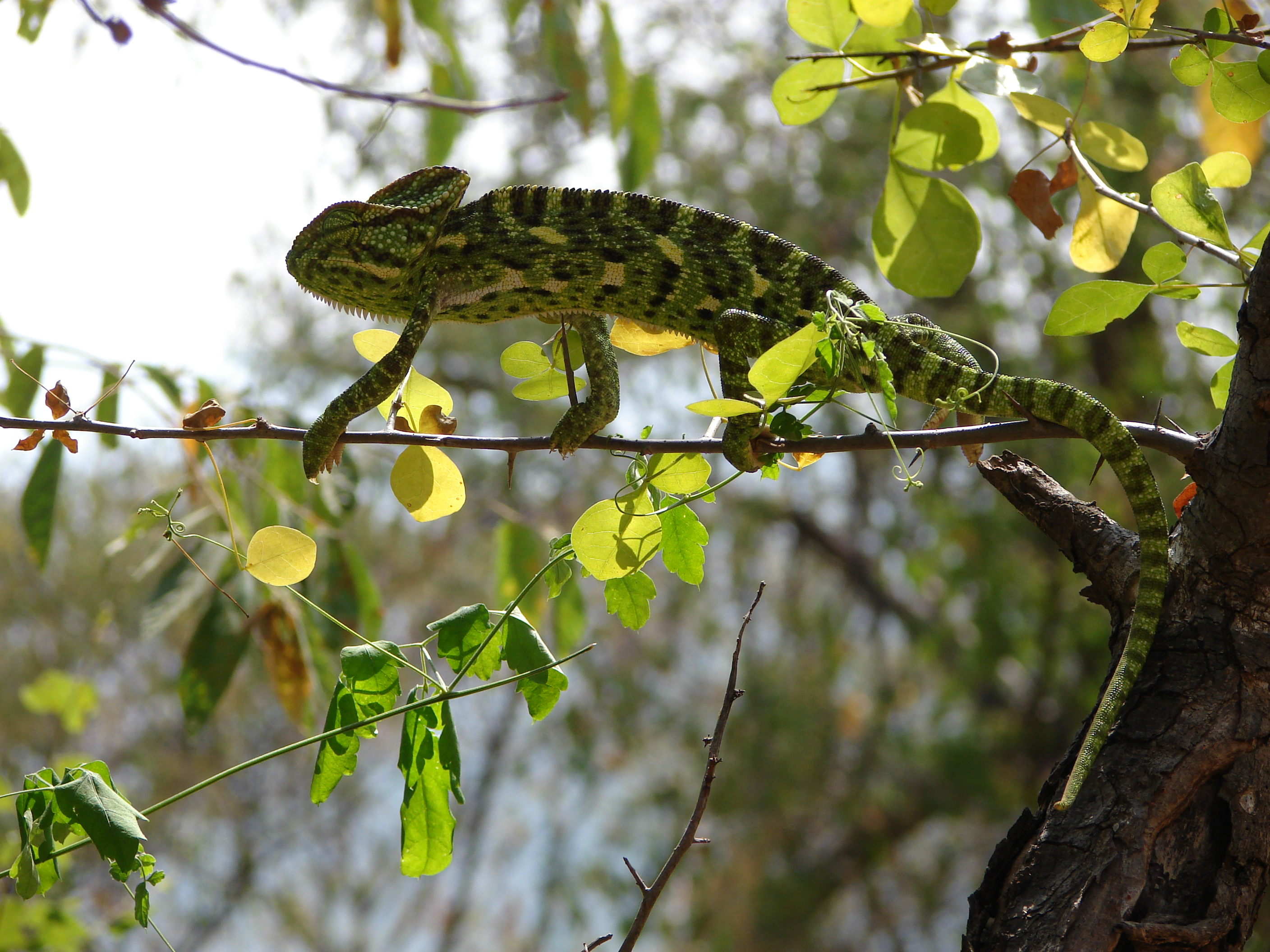
카멜레온

두 명의 탐험가(Pieter Dirkszoon Keyser, Frederick de Houtman)에 의해 1600년경에 고안되고 요한 바이어의 《우라노메트리아》에 수록된 12개 별자리 중 하나이다.
17세기에 만들어졌으므로, 관련된 신화는 없다.

## 같이 보기
- 국제천문연맹 지정 별자리